# Lamassu

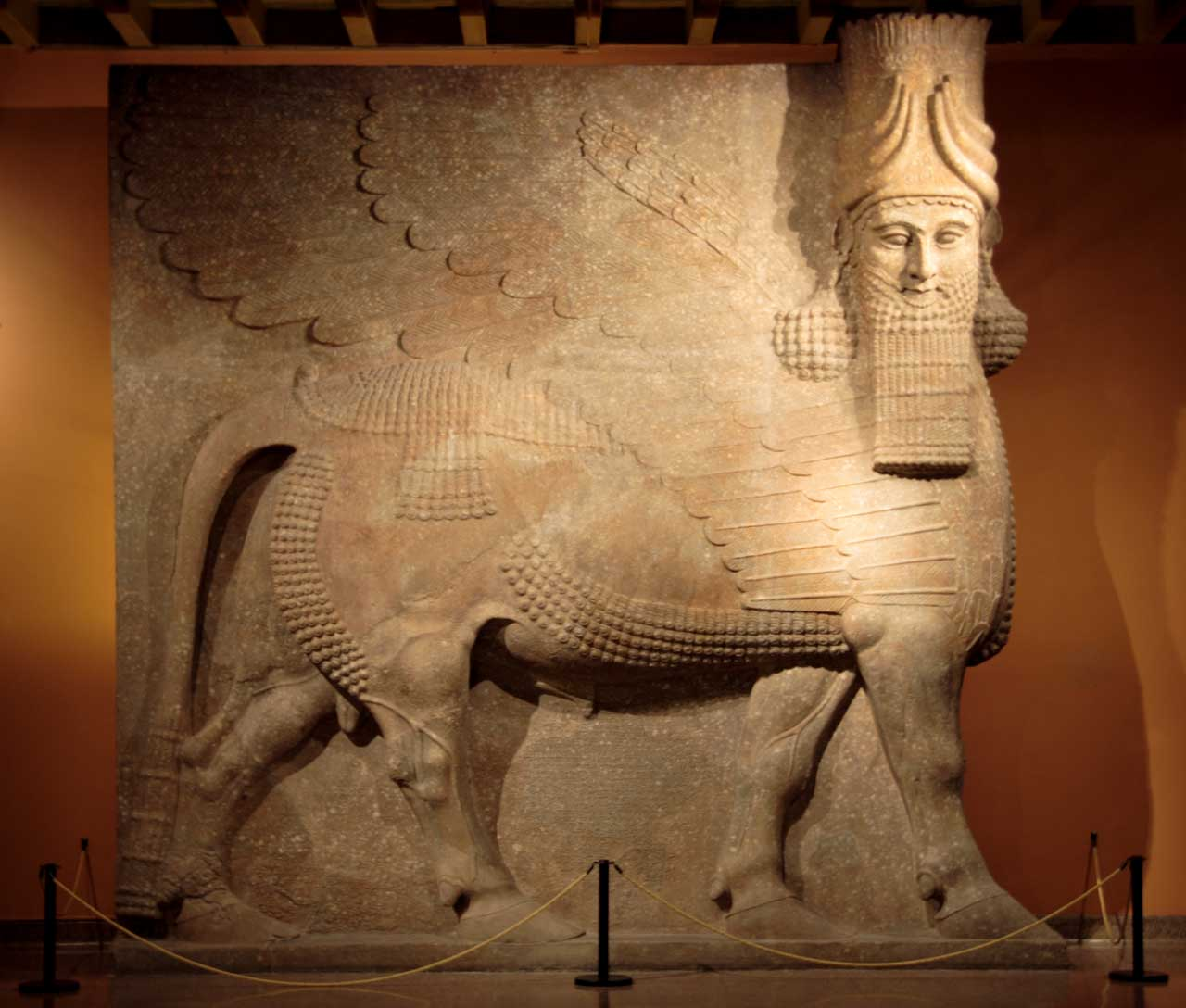
Touro alado com cabeça humana, também conhecido como Sedu.

Lamassu, Lamu ou Lama (cuneiforme: 𒀭𒆗, AN.KAL; em sumério: dlamma; em acádio: lamassu) é uma divindade tutelar da antiga Mesopotâmia, considerada com frequência como sendo do sexo feminino. Utiliza-se com frequência o nome de Sedu (cuneiforme: 𒀭𒆘, AN.KAL×BAD; sumério: dalad; acádio: shēdu; hebraico: שד) para se referir ao equivalente masculino de um lamassu.